# Capillair

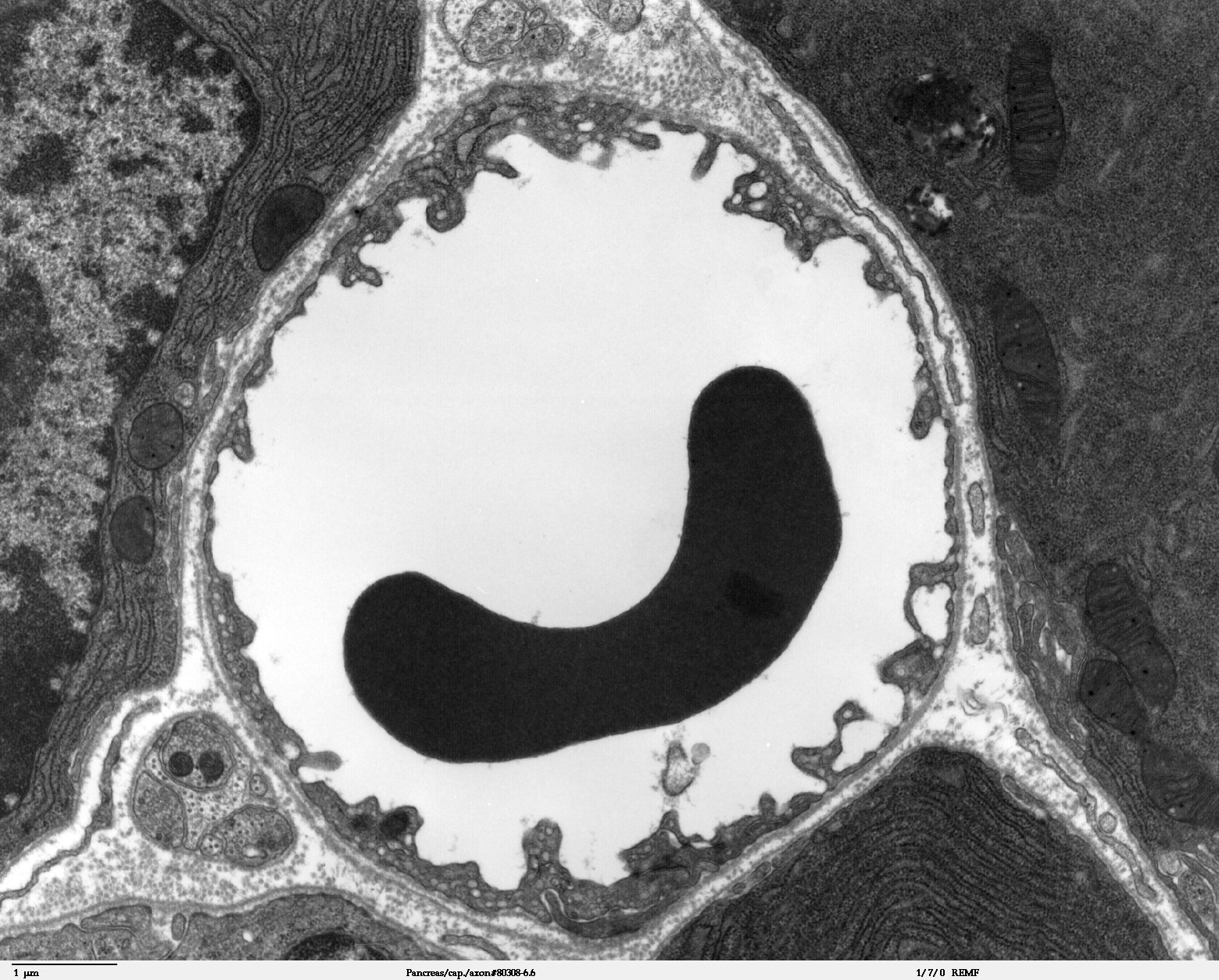
Een rode bloedcel in een capillair weefsel

Een capillair (capilla = haar) is een kanaalvormige ruimte met een kleine binnendiameter (dwarsdoorsnede minus -tweemaal- wanddikte) in een vaste stof, het geheel heeft vaak de vorm van een buisje. Soms is het een zeer smalle spleet.
Een capillair kan worden gebruikt om vloeistof op te zuigen. Dit gebeurt vanzelf door de capillaire werking, maar kan ook gebeuren met behulp van een zuig-ballonnetje. Capillairen voor dit doel zijn vaak van glas gemaakt, zodat het vloeistofniveau zichtbaar is.
Een bekend capillair is te vinden in de kwikthermometer en de kwikbarometer, waar met minieme volumeveranderingen relatief grote lengteveranderingen worden bereikt. Waar veel vloeistoffen, zoals water, spontaan een capillair binnenstromen als het in de vloeistof wordt gehouden, zal kwik dit niet doen door de sterke cohesiekrachten.
Ook worden capillairen, die gemaakt zijn van zware elementen, gebruikt als geleiding voor röntgenstraling.
Een capillair is ook het kleinste bloedvat in het lichaam, zie haarvat.
In capillaire elektroforese wordt de chromatografische scheidingsanalyse uitgevoerd met behulp van een zeer dun buisje. Ook dit dunne buisje wordt een capillair genoemd.